# Петр Коуба
Петр Коуба (чеськ. Petr Kouba, нар. 28 січня 1969, Прага) — колишній чеський футболіст, воротар.
Насамперед відомий виступами за празьку «Спарту», а також національну збірну Чехії.

## Клубна кар'єра
У дорослому футболі дебютував 1988 року виступами за команду клубу «Богеміанс 1905», в якому провів чотири сезони, взявши участь у 54 матчах чемпіонату.
Своєю грою за цю команду привернув увагу представників тренерського штабу клубу «Спарта» (Прага), до складу якого приєднався на початку 1990 року. Відіграв за празьку команду наступні шість сезонів своєї ігрової кар'єри. За цей час провів 152 гри і забив один гол з пенальті в матчі сезону 1994/1995 проти клубу «Чеське-Будейовіце», чим допоміг клубу двічі вибороти титул чемпіона Чехії.
Після чемпіонату Європи в 1996 році перейшов в «Депортіво» за 1,6 млн. євро, але не закріпився в клубі, провівши лише 4 гри. Перед сезоном 1997/1998 року його придбав «Кайзерслаутерн». Однак на Коубу обрушилися кілька нещасть: він отримав травму і вибув на тривалий час, а потім його дискваліфікували на місяць за вживання заборонених препаратів, хоча за підсумками сезона він здобув титул чемпіона Німеччини. 
У 1998 році він повернувся на батьківщину в «Вікторію» з Жижкова, де провів 23 гри. Через рік він знову відправився в Ла-Корунью, але відіграв там всього два матчі, проте став чемпіоном Іспанії. 
У 2001 році він на правах вільного агента підписав контракт з «Яблонцем», чиї ворота він захищав у 19 іграх.
Завершив професійну ігрову кар'єру у «Спарті», в складі якого вже виступав раніше. Вдруге він прийшов до команди 2002 року, захищав її кольори до припинення виступів на професійному рівні у 2005.
Нині працює тренером воротарів в клубі.

## Виступи за збірну
1991 року дебютував в офіційних матчах у складі національної збірної Чехословаччини і зіграв за неї 14 матчів. 
З 1994 року виступав за новостворену національну збірну Чехії, в складі якої за п'ять років провів 26 матчів.
У складі збірної був учасником чемпіонату Європи 1996 року в Англії, де разом з командою здобув «срібло».

## Особисте життя
Його батько, Павел Коуба також був воротарем і грав за збірну Чехословаччини на чемпіонаті світу 1962 року.

## Титули і досягнення

### Командні
- Чемпіон Чехословаччини (2):

«Спарта» (Прага): 1991, 1993
- Володар Кубка Чехословаччини (1):

«Спарта» (Прага): 1992
- Чемпіон Чехії (2):

«Спарта» (Прага): 1993-94, 1994-95
- Володар Кубка Чехії (1):

«Спарта» (Прага): 1996
- Чемпіон Німеччини (1):

«Кайзерслаутерн»: 1997-98
- Чемпіон Іспанії (1):

«Депортіво»: 1999-00
- Володар Суперкубка Іспанії (1):

«Депортіво»: 2000
- Віце-чемпіон Європи: 1996

### Особисті
- Футболіст року в Чехії: 1993